# Сан-Мартино-Сиккомарио
Сан-Мартино-Сиккомарио (итал. San Martino Siccomario) — коммуна в Италии, находится в регионе Ломбардия, подчиняется административному центру Павия.
Население составляет 5040 человек, плотность населения составляет 360 чел./км². Занимает площадь 14 км². Почтовый индекс — 27020. Телефонный код — 0382.
Покровителем коммуны почитается святитель Мартин Турский, празднование 11 ноября.